# 羊井子湾乡
羊井子湾乡，是中华人民共和国甘肃省酒泉市金塔县下辖的一个乡镇级行政单位。

## 行政区划
羊井子湾乡下辖以下地区：
金新村、羊井子湾村、大泉湾村、榆树井村、黄茨梁村和双古城村。